# Варалі (присілок)
Варалі́ (рос. Варали) — присілок у складі Алнаського району Удмуртії, Росія.

## Населення
Населення — 192 особи (2010; 226 в 2002).
Національний склад станом на 2002 рік:
- марійці — 93 %

## Урбаноніми[3]
- вулиці — Польова, Поперечна, Центральна